# دولنا بانييتسا
دولنا بانييتسا (بالمقدونية:Долна Бањица، بالتركية:Aşağı Banisa) هي مدينة في مقاطعة غروفيتسار في شمال غرب جمهورية مقدونيا. بلغ عدد سكانها 4,356 نسمة حسب تعداد عام 2002، وأغلبهم من الترك.